# Hudson (Wyoming)
Hudson è un centro abitato (town) degli Stati Uniti d'America, situato nella Contea di Fremont nello Stato del Wyoming. Nel censimento del 2000 la popolazione era di 407 abitanti.

## Geografia fisica
Secondo i rilevamenti dell'United States Census Bureau, la località di Hudson si estende su una superficie di 1,1 km², tutti occupati da terre.

## Popolazione
Secondo il censimento del 2000, a Hudson vivevano 407 persone, ed erano presenti 112 gruppi familiari. La densità di popolazione era di 374 ab./km². Nel territorio comunale si trovavano 209 unità edificate. Per quanto riguarda la composizione etnica degli abitanti, il 92,63% era bianco, lo 0,25% era afroamericano, il 2,21% era nativo, l'1,47% apparteneva ad altre razze e il 3,44% a due o più. La popolazione di ogni razza ispanica corrispondeva al 4,91% degli abitanti.
Per quanto riguarda la suddivisione della popolazione in fasce d'età, il 25,8% era al di sotto dei 18, il 6,1% fra i 18 e i 24, il 26,5% fra i 25 e i 44, il 24,8% fra i 45 e i 64, mentre infine il 16,7% era al di sopra dei 65 anni di età. L'età media della popolazione era di 40 anni. Per ogni 100 donne residenti vivevano 99,5 uomini.